# Tessa Jowell

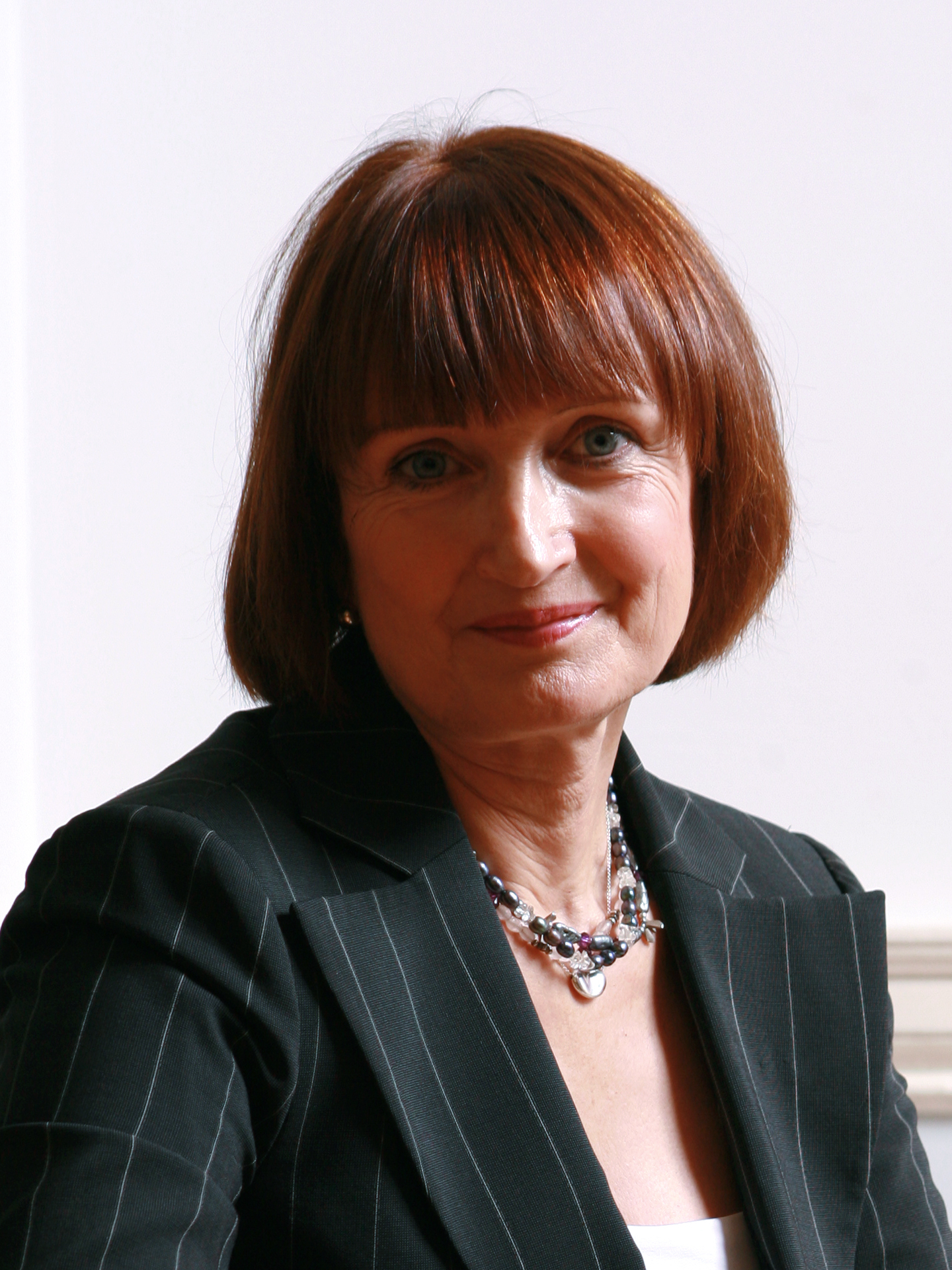

Tessa Jane Helen Jowell (Londres, 17 de setembro de 1947 - Warwickshire, 12 de maio de 2018) foi uma política britânica. Foi a ministra para as Olimpíadas do Reino Unido.